# Steen Viktor Christensen
Steen Viktor Christensen (født 9. oktober 1964), også kendt som Batman-røveren, er en dansk livstidsdømt bankrøver og dobbeltmorder. Han har siddet fængslet siden september 1991 -  først med to domme på samlet 15 års fængsel - og siden 1998 på livstid efter mordet på to finske politifolk, der blev begået under et røveri i Helsingfors i 1997. Mordene skete, mens han var på flugt fra sin første uledsagede udgang fra Vridsløselille Statsfængsel. Her afsonede han to domme på samlet 15 års fængsel for 10 røverier med et samlet udbytte på 5,5 millioner kr., for voldtægt mod en 22-årig bankassistent, som han holdt som gidsel, og for at have styret en narkoring fra fængslet. Kun to nulevende fanger har siddet længere end Steen Viktor Christensen; Naum Conevski, der har været frihedsberøvet siden 1984 samt Seth Sethsen der har været frihedsberøvet siden 1985.

## Baggrund

### Røveri og dobbeltdrab
Flugten fra Danmark gik gennem Sverige til Finland, hvor han indlogerede sig i en lejlighed i Helsinki. Natten til onsdag den 22. oktober 1997 lidt før kl. 02.30 lukkedes han ind på Hotel Palace ved sydkajen og begik røveri mod receptionisten, som blev truet med en pistol og bundet på hænder og fødder. Med et udbytte på 6.690 finske mark forsvandt han tilbage mod lejligheden omkring 1 kilometer borte, men da en politibil under udrykning nærmede sig tog han en mindre omvej i bydelen Ulrikasborg og standsedes på hjørnet af Fabriksgatan og Kaptensgatan af en anden patruljebil med betjentene Antero Palo (32 år) og Eero Holsti (56 år), som forlangte legitimation. De var endnu ikke informerede om, at røveren var bevæbnet, så mens den ene betjent gik ind i bilen for at få mere information blev den anden på gaden ved den mistænkte. Han trak nu pistolen frem, truede betjentene ned på jorden og affyrede 5 skud. Første dræbende skud ramte den ældre betjent i baghovedet. Den yngre betjent, som endnu ikke var nået helt ned på jorden, dræbtes med to skud i ryg og baghovede. Desuden ramte 2 skud forbi.
En større politijagt gik ind og samme dag kunne politiet offentliggøre slørede overvågningsbilleder og et fantombillede af den efterlyste. Efterlysningen ledte politiet på sporet af lejligheden, hvor den mistænkte havde efterladt mordvåbenet, klæder og et vellignende foto. Lørdag morgen den 25. oktober 1997 offentliggjordes det fundne foto og nærmere signalement af den forsvundne danske røver Steen Christensen, der viste sig at være rejst med toget 100 km nordpå til byen Hämeenlinna. Et tip fra en apoteker i byen ledte ved 18-tiden politiet til Sokos Hotel Vaakuna, hvor han var tjekket ind under navnet Kim Andersen, men tog straks flugten ud af en bagindgang. 200 meter fra hotellet anholdtes han uden videre modstand og erkendte straks sin sande identitet.
Steen Viktor Christensen sendtes til varetægtsfængsling og 3 ugers retspsykiatrisk undersøgelse på Niuvanniemi hospitalet i Kuopio og vurderedes at have personlighedsforstyrrelse og være uforudsigelig voldelig. Under rettergangen i januar 1998 bestemte han sig for at ikke at ville have advokat.
Dommen faldt 7. maj 1998 og lød på livsvarigt fængsel og erstatningskrav på næsten 275.000 finske mark og månedlig ydelse på 3.873 finske mark til et mindreårigt barn. Afsoningen begyndte i Helsinkis lensfængsel, senere flyttedes han til Kylmäkoski fængslet.
Den 23. november 1998 blev han fra Finland overført til Anstalten ved Herstedvester og af Kriminalforsorgen enrumsanbragt i en supersikret enecelle med begrundelsen, at det var fundet nødvendigt for at forebygge undvigelse. På baggrund af skuddramaet skærpede Kriminalforsorgen sin praksis ved ansøgninger om orlov til udgang fra de danske fængsler.
I Herstedvester fik han jævnlig besøg af en 23-årig finsk kvinde, som han blev kæreste med og gjorde gravid. De blev i februar 2000 viet af fængselspræsten.

Isolationsfængslingen ophævedes 3. august 2000 og han flyttedes til den åbne afdeling for at give plads til morderen Peter Lundin i enecellen og flyttedes 2001 til Statsfængslet i Vridsløselille. Gennem forsvarsadvokat Peter Hjørne klagede Christensen over begrundelsen for sin isolation og blev først afvist af landsretten, fik i oktober 2001 medhold af Højesteret, at domstolene har pligt til at undersøge, om der foreligger en usaglig begrundelse for isolationsfængsling i mange måneder. I 2003 fastlog retten, at Kriminalforsorgen ikke havde handlet forkert.

## I populærkultur
Den finske rapper Seppo Lampela valgte oprindeligt Steen Christensen som sit kunstnernavn, men ændrede det til Steen1 efter at have fået sin første pladekontrakt på grund af for meget kontrovers.